# Giovanni Soro
Giovanni Soro (Venezia, ... – 1544) è stato un crittologo italiano ed è stato indicato come il primo crittoanalista di rilievo e il padre della moderna crittografia. Il suo lavoro è tra i più antichi nella crittoanalisi che siano stati conservati.

## Carriera
Scrisse un libro che gli diede notorietà europea sulla decrittazione dei cifrari in italiano, francese, spagnolo e latino. A partire dal 1506 ricoprì, per primo, la carica di Segretario alle Cifre, magistratura incaricata dal Consiglio dei Dieci di decifrare i messaggi in codice. 
Nel 1510 Soro aveva già decodificato i cifrari delle maggiori corti europee, obbligandole ad elevare i propri standard di sicurezza. Il suo servizio fu di grande aiuto per la Repubblica di Venezia, nel suo tentativo di contrastare l'intensa attività di spionaggio che si svolgeva all'epoca sul suo territorio, e che spesso si trovava a doversi confrontare con la professionalità di crittografi come François Viète, il francese padre della notazione algebrica.
L'abilità di Giovanni Soro era tale che gli furono concessi dalla Repubblica due assistenti e uno studio all'interno del Palazzo Ducale, presso la Sala dei Segreti, fino al 1542.
Anche la  Curia Romana, per volere di Papa Clemente VII, si avvalse talvolta dei suoi servigi, per testare l'affidabilità dei propri codici.Girò però la voce che Soro, per fedeltà alla Serenissima, avesse volontariamente rassicurato il Papato sull'impenetrabilità di codici in realtà da lui decifrati, per evitare un ulteriore innalzamento dei parametri di sicurezza, che avrebbe danneggiato il proprio lavoro.